# La settima musa
La settima musa è un film del 2017 diretto da Jaume Balagueró.

## Trama
Dublino. Samuel Solomon, professore universitario di letteratura, ha una relazione da diverso tempo con Beatriz, una sua studentessa che si suicida tagliandosi le vene. Dopo un anno, dipendente da alcool e farmaci per ciò che è successo, continua ad essere tormentato da incubi in cui una donna viene assassinata in uno strano rituale. Quando scopre che l'omicidio è avvenuto realmente e che la donna si chiama Lidia Garetti, inizia ad indagare; curiosando sul luogo del delitto incontra Rachel e scopre che hanno avuto lo stesso incubo. Indagando scopre un circolo esoterico che crede nel mito delle Muse; nel rintracciare gli adepti con l'aiuto di Susan, una collega, scopre che sono tutti morti in circostante violente e misteriose. Inizia inoltre a essere perseguitato da una presenza soprannaturale con sembianze di una ragazzina che gli uccide il gatto e gli ordina di restituire l'imago: è un oggetto che ha trovato sul luogo del delitto e che Rachel gli ha preso.
Il problema è che lui non sa dove rintracciare la ragazza poiché, durante il sopralluogo sul luogo del delitto, sono dovuti scappare a causa dell'arrivo della polizia. Samuel riesce a rintracciare l'ultimo adepto, ormai malato e che vive nascosto facendo credere a tutti di essere morto: il vecchio gli rivela che le Muse sono malvagie e che, tramite l'ispirazione artistica, soggiogano gli uomini facendoli impazzire; gli rivela anche che deve assolutamente restituire l'oggetto sottratto, altrimenti le Muse uccideranno tutte le persone a lui vicine. Samuel rintraccia Rachel e riporta l'imago alle Muse, ma scopre che è una copia. Samuel torna da Rachel ed hanno un confronto: lei gli rivela di essere una delle muse, bandita per gelosia dalle altre perché in grado di amare e perché ha avuto un figlio; le hanno fatto perdere la memoria di ciò che è, ma ora sono tornate e le hanno portato via il bambino.
Samuel torna dal vecchio professore e lo trova agonizzante e poi va da Susan, trovandola in preda ad un incantesimo di autolesionismo che la porta ad una morte atroce. Rachel aiuta Samuel a vendicarsi cercando il "Ricettacolo", un oggetto in grado di distruggere le Muse. Scoprono che il Ricettacolo è proprio Samuel, dentro il quale si è nascosta Beatriz con una sorta di incantesimo evocato col suo suicidio. Rachel aiuta Samuel a far "uscire" dal suo corpo Beatriz con la raccomandazione che deve essere lui ad ucciderla: eliminando il Ricettacolo ucciderà così tutte le Muse, uccidendo però anche Rachel. Capendo quanto sono malvagie, pur dispiaciuto per Rachel, compie il sacrificio: le Muse muoiono e Samuel se ne va portando a vivere con sé il bambino, con la segreta speranza di trovare un modo di riportare in vita Rachel.

## Produzione
L'opera nasce sia come rivisitazione del mito delle muse che come trasposizione del romanzo La dama numero tredici di José Carlos Somoza.. Terza opera del regista a venire recitata direttamente in lingua inglese, il film è stato girato fra Belgio, Irlanda e Spagna.

## Distribuzione
Il film è stato distribuito per la prima volta in Spagna il 10 novembre 2017 mentre in Italia è stato distribuito il 22 agosto 2018.